# Заозерне (селище)
Заозе́рне (до 1948 року — Яли́-Мойна́к; рос. Заозёрное, крим. Yalı Moynaq) — селище в Україні, у складі Євпаторійського району Автономної Республіки Крим. Розташоване в західній частині Кримського півострова на північно-західному березі Каламітської затоки, на Євпаторійському мисі, за 10 км від міста Євпаторія.

## Історія

### Російсько— Українська війна
20 серпня 2022 року Рефат Чубаров повідомив про вибухи у Заозерному. Сергій Аксьонов стверджує, що завдяки російській ППО ціль уражено. Пошкоджень та потерпілих не має.

## Населення
За даними перепису населення 2001 року, у селищі мешкала 4161 особа. Мовний склад населення села був таким:
| Мова              | Число ос. | Відсоток |
| ----------------- | --------- | -------- |
| українська        | 552       | 13,27    |
| російська         | 3521      | 84,62    |
| кримськотатарська | 35        | 0,84     |
| вірменська        | 11        | 0,26     |
| білоруська        | 7         | 0,17     |
| молдавська        | 4         | 0,1      |
| польська          | 1         | 0,02     |
| гагаузька         | 1         | 0,02     |

## Санаторії
Між Заозерним та Мойнакським лиманом, фактично в адміністративних межах Євпаторії, знаходився Центр паралімпійської підготовки «Україна», тепер захоплений російськими окупантами та перетворений на комерційний санаторій.

## Цікаві факти
- Поблизу селища знаходяться антени однієї з найпотужніших систем дальнього космічного зв'язку АДУ-1000 та П-400.

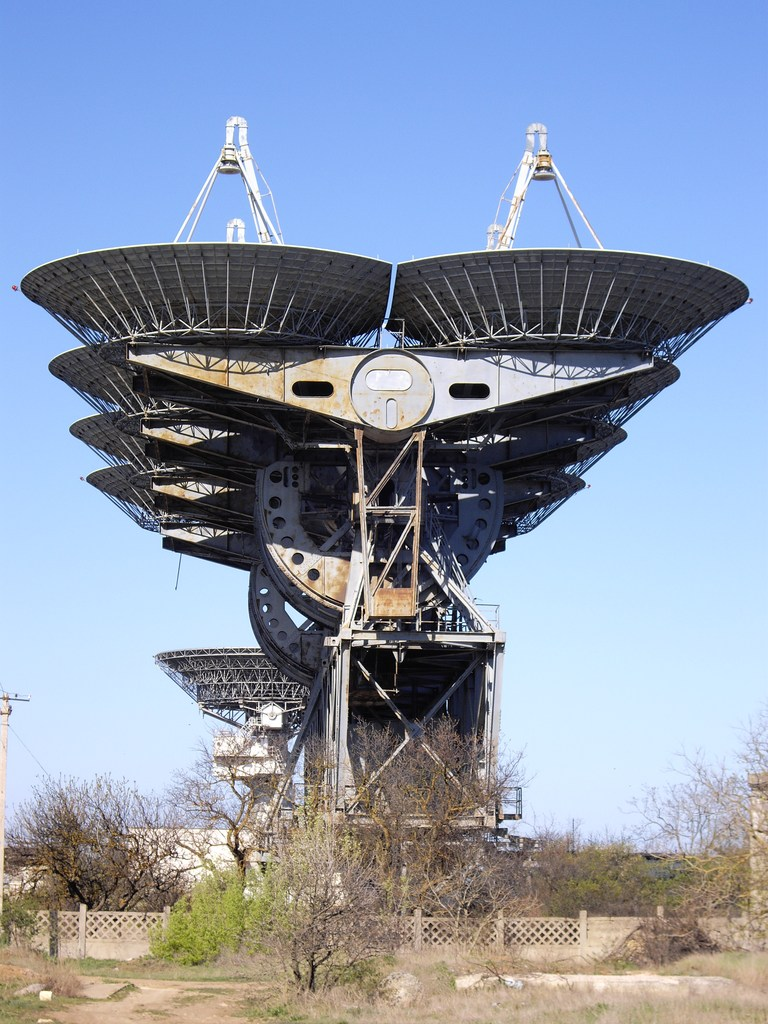

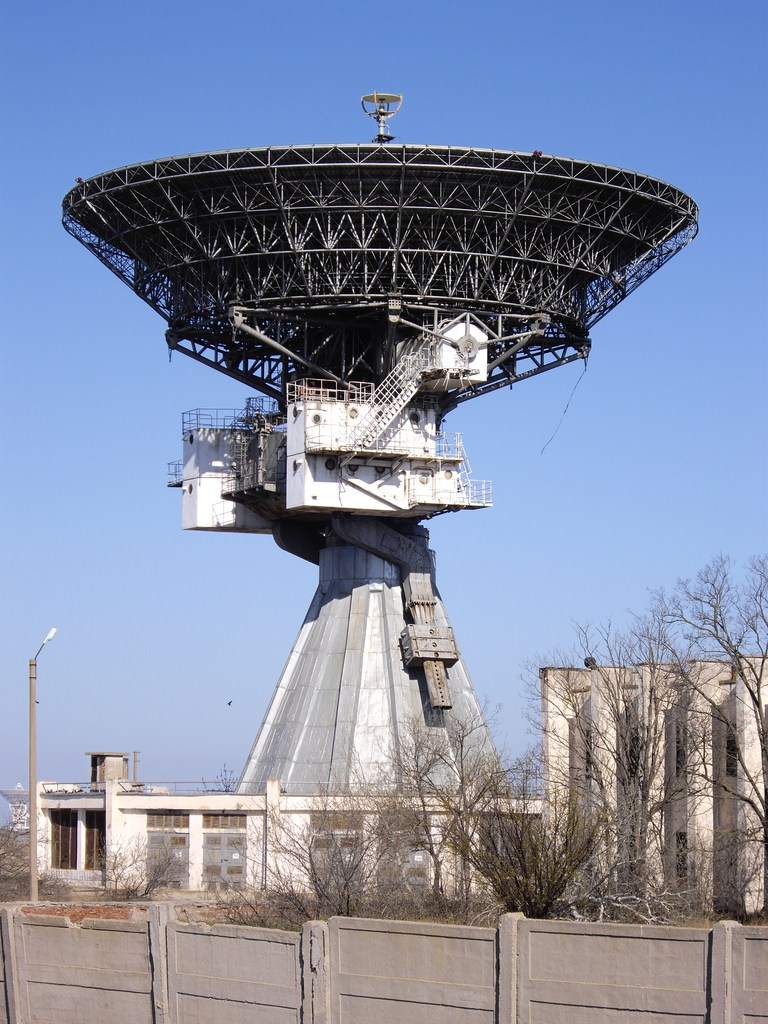